# Собор на крови
«Собор на крови» (укр. Собор на крові) — сериал, созданный украинскими кинематографистами — студией «Телекон» и телеканалом Александра Роднянского «1+1», описывающий историю УНР, УВО, ОУН и ОУН(б).
Фильм создан при содействии и под патронатом Украинского института национальной памяти в рамках проекта «Единая держава — общая история».
Сериал «Собор на крови» рассказывает зрителю про УНР, УВО, ОУН(м) и ОУН(б) в период с 1919 по 1949 годы.
С точки зрения авторов фильма, Е. М. Коновалец, С. А. Бандера, А. Шептицкий, Т. Д. Боровец и Р. И. Шухевич жили и действовали в сложной ситуации грандиозного геополитического конфликта гитлеровского Рейха, сталинского СССР и западных демократий. Такой подход, по мнению авторов фильма, позволяет понять и осмыслить причину событий и поступков в общечеловеческом понимании.
Песня неизвестного автора «Будет нам с тобой что вспомнить» в обработке и исполнении Тараса Чубая — рок-певца, композитора, лидера группы «Плач Еремии».

## Содержание сериала
Серия первая. Рождение большого блефа.
Рассказ об исторических причинах и предпосылках возникновения национально-освободительного движения, объясняет почему по результатам первой мировой войны именно Германия становится его основным политическим партнером. Организация ОУН и ее первый лидер Евгений Коновалец. Одна из основных сюжетных линий — создание Гитлером мифа о Великой Украине и ее освобождении в качестве оправдания его агрессивных намерений. По мнению автора - Гитлер в такой способ пытается отвлечь внимание от планов реванша на западе.
Серия вторая. Конфеты для команданта.
Серия третья. Один день независимости.
Короткая и трагическая история Карпатской Украины. Личность президента Карпатской Украины и выдающегося общественного деятеля Августина Волошина (впоследствии уничтоженного НКВД). Воспоминания очевидцев тех событий и уникальная кинохроника снятая погибшим в последнем бою оператором.
Серия четвертая. Галицкое марево.
Серия пятая. Фальшивое золото сентября.
Антигитлеровские настроения в ОУН. Бунт Степана Бандеры и раскол ОУН на ОУН(м) и ОУН(б). Пакт Молотова — Риббентропа и совместная борьба Гитлера и Сталина против украинского национально-освободительного движения. Сталинские репрессии в Западной Украине.
Серия шестая. Политика свершившихся фактов.
Серия седьмая. Армия без государства.
Создание УПА-УНР. Нацистская политика геноцида населения Украины. Начало повсеместного вооруженного анти-гитлеровского сопротивления. Лидер УПА Тарас Боровец (Бульба). Попытки наладить союз с действующими на украинской территории советскими ДРГ и партизанами. Возникновение УПА-ОУН(б) и конфликт ее руководства с Боровцем. Вооруженный конфликт между УПА-ОУН(б) и УПА-УНР и его фатальные последствия.
Серия восьмая. Борьба за народ.
Серия девятая. Альянс над пропастью.
Серия десятая. Триумф большого блефа.